# 95928 Tonycook
95928 Tonycook è un asteroide della fascia principale. Scoperto nel 2003, presenta un'orbita caratterizzata da un semiasse maggiore pari a 2,7026856 au e da un'eccentricità di 0,1563466, inclinata di 13,19312° rispetto all'eclittica.
L'asteroide è dedicato all'astronomo britannico Tony Cook.